# L'industria del legno in Svezia
L'industria del legno in Svezia (Lumbering in Sweden) è un cortometraggio muto del 1914. Il nome del regista non viene riportato nei credit del film, un documentario prodotto dalla Vitagraph sull'industria del legname in Svezia.

## Produzione
Il film fu prodotto dalla Vitagraph Company of America.

## Distribuzione
Distribuito dalla General Film Company, il film - un documentario di 120 metri - uscì nelle sale cinematografiche statunitensi il 18 febbraio 1914. Nelle proiezioni, veniva programmato con il sistema dello split reel, accorpato in un'unica bobina con un altro cortometraggio prodotto dalla Vitagraph, la commedia Fatty on the Job.
In Italia, dove ottenne il visto di censura nº 3177, venne distribuito dalla Ferrari.